# Iran Fajr International 2008
Die Iran Fajr International 2008 im Badminton fanden vom 2. bis zum 5. Februar 2008 in Teheran statt.

## Sieger und Platzierte
| Disziplin    | Gold                                 | Silber                                            | Bronze                                |
| ------------ | ------------------------------------ | ------------------------------------------------- | ------------------------------------- |
| Herreneinzel | Arif Abdul Latif                     | Kęstutis Navickas                                 | Vountus Indra Mawan                   |
| Herreneinzel | Arif Abdul Latif                     | Kęstutis Navickas                                 | Carlos Longo                          |
| Dameneinzel  | Agnese Allegrini                     | Telma Santos                                      | Norshahliza Baharum                   |
| Dameneinzel  | Agnese Allegrini                     | Telma Santos                                      | Lim Yin Loo                           |
| Herrendoppel | Arif Abdul Latif Vountus Indra Mawan | Ali Shahhosseini Nikzad Shiri                     | Diluka Karunaratne Dinuka Karunaratne |
| Herrendoppel | Arif Abdul Latif Vountus Indra Mawan | Ali Shahhosseini Nikzad Shiri                     | Azam Rizwan Mohammad Attique          |
| Damendoppel  | Norshahliza Baharum Lim Yin Loo      | Renu Chandrika Hettiarachchige Thilini Jayasinghe | Golnaz Faezi Saba Soltani             |
| Damendoppel  | Norshahliza Baharum Lim Yin Loo      | Renu Chandrika Hettiarachchige Thilini Jayasinghe | Negin Amiripour Sahar Zamanian        |